# Riu Mwogo
El riu Mwogo és un riu a l'oest de Ruanda que és tributari del riu Nyabarongo.

## Curs
El Mwogo s'alça al país boscós al sud de Ruanda a l'est de la divisió Congo-Nil. Té les seves fonts al sector de Kitabi del districte de Nyamagabe i es dirigeix cap a l'est cap a Nyarusiza al districte de Huye. Corre en direcció nord-est a través de la part occidental d'aquest districte, entrant en el districte de Nyanza. En el districte de Nyanza es dirigeix al nord-est, passant per Mweya, en el punt en què el riu Gihimbi entra per l'esquerra.
A sota d'aquest punt s'uneix el riu Rukarara des de l'esquerra.
Llavors forma la frontera occidental del districte de Ruhango fins que s'uneix des de l'esquerra pel riu Mbirurume al sud de Bwakira.
El corrent combinat s'anomena riu Nyabarongo, que continua cap al nord.

## Hidrologia
El Mwogo és una de les principals capçaleres del riu Nyawarungu. Les mesures de precipitació i evaporació a l'estació Nyabisindu mostren que la conca del riu Mwogo produeix un flux d'aigua anual mitjà de 252 mm.
En algunes parts de la vall del riu, els turons han estat desforestats, causant problemes d'erosió i sedimentació. S'estan fent esforços per replantar arbres.
Els rius Mwogo i Rukarara són la principal font d'aigua de la ciutat de Nyanza.